# IC 4711
IC 4711 — галактика типу *3 (потрійна зірка) у сузір'ї Павич.
Цей об'єкт міститься в оригінальній редакції індексного каталогу.